# Rancho Grande, Veracruz
Rancho Grande är en ort i Mexiko.   Den ligger i kommunen Playa Vicente och delstaten Veracruz, i den sydöstra delen av landet, 400 km öster om huvudstaden Mexico City. Rancho Grande ligger 51 meter över havet och antalet invånare är 184.
Terrängen runt Rancho Grande är platt. Runt Rancho Grande är det ganska glesbefolkat, med 24 invånare per kvadratkilometer. Närmaste större samhälle är Playa Vicente, 5,1 km söder om Rancho Grande. Omgivningarna runt Rancho Grande är en mosaik av jordbruksmark och naturlig växtlighet.